# ستاره (آرم سینه ورزشی)

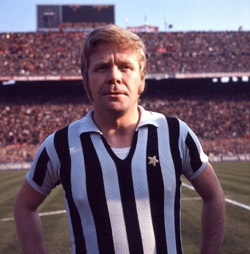
یوونتوس، اولین تیمی که در سال ۱۹۵۸ میلادی بر روی پیراهنش ستاره حک کرد.

در فوتبال، برخی از تیم‌های ملی و باشگاهی یک یا چند ستاره در کنار لوگو یا به عنوان بخشی از لوگوی خود دارند که اغلب در بالای لوگوی تیم‌ها به مانند یک تاج و به نمایندگی از دست‌آوردهای مهم یک تیم برروی پیراهن آن تیم قرار می‌گیرد. در لیگ ایران با هر ۱۰ قهرمانی تیم ها روی لوگوی خود ستاره حک می کننند. باشگاه فوتبال پرسپولیس با ١۶ قهرمانی لیگ برتر، استقلال با ٢ قهرمانی آسیا و پاس با ١ قهرمانی آسیا تنها تیم های ایرانی هستند که ستاره دارند.   

## باشگاهی
اولین تیمی که در تاریخ فوتبال اقدام به درج ستاره بر روی پیراهن خود کرد، یوونتوس بود. این تیم در سال ۱۹۵۸ و پس از کسب دهمین عنوان قهرمانی خود در سری آ که در آن زمان یک رکورد جدید کشوری بود، اقدام به این کار کرد. در سری آ هر ده عنوان قهرمانی برابر با یک ستاره خواهد بود، بنابراین یوونتوس با کسب ۳۶ قهرمانی سه ستاره و تیم‌های اینتر میلان و آ.ث. میلان هر یک با کسب ۱۹ قهرمانی دارای یک ستاره می‌باشند. 
در لیگ ترکیه در سال ۲۰۰۰ طرح هر پنج قهرمانی یک ستاره اجرا گردید. گالاتاسرای با بیست و پنج عنوان قهرمانی در لیگ این کشور دارای پنج ستاره نیز می‌باشد.
در سال ۲۰۰۳ باشگاه رنجرز پس از کسب پنجاهمین عنوان قهرمانی خود در لیگ اسکاتلند، پنج ستاره در بالای لوگوی خود و بر روی پیراهن تیم حک کرد. رقیب رنجرز یعنی سلتیک با وجود کسب ۵۱ عنوان قهرمانی در لیگ اسکاتلند، تنها یک ستاره بر بالای لوگوی خود حک کرده که آن هم به دلیل قهرمانی این تیم در مسابقات جام باشگاه‌های اروپا ۶۷–۱۹۶۶ می‌باشد. این در حالیست که باشگاه آبردین اسکاتلند دو ستاره در بالای لوگوی خود قرار داده که به دلیل یک قهرمانی در جام برندگان جام اروپا (۸۳–۱۹۸۲) و یک قهرمانی در سوپرجام اروپا (۱۹۸۳) می‌باشد.
در فوتبال آلمان در سال ۲۰۰۴ سیستم رسمی ستاره‌گذاری بر روی پیراهن توسط سازمان لیگ فوتبال این کشور معرفی شد که تیم‌های قهرمان را از سایر تیم‌ها متمایز می‌کرد. این سیستم به این صورت است که به ترتیب برای ۱، ۲، ۳ و ۴ ستاره، تیم‌ها باید ۳، ۵، ۱۰ و ۲۰ قهرمانی کسب کنند و تنها قهرمانی در بوندس‌لیگا (۱۹۶۳ به بعد) مورد قبول است.
در استرالیا از سیستم ستاره‌های رنگی استفاده می‌شود. به این صورت که برای قهرمانی در مسابقات لیگ قهرمانان آسیا یک ستارهٔ طلایی و برای قهرمانی در لیگ استرالیا یک ستارهٔ نقره‌ای بر روی پیراهن حک می‌کنند.
در نروژ هر ده قهرمانی در لیگ نروژ برابر با یک ستاره می‌باشد. روزنبورگ تنها تیم این کشور است که تعداد قهرمانی‌هایش از ده عبور کرده‌است.
از سال ۲۰۰۶، تیم‌های سوئدی که ده بار یا بیشتر موفق به کسب عنوان قهرمانی در مسابقات لیگ سوئد شده بودند، یک ستاره به ازای هر ده قهرمانی در کنار آرم خود حک کردند.
از سال ۲۰۰۷ این طرح در هلند اجرا شد. باشگاه پی‌اس‌وی آیندهوون که در این سال بیستمین قهرمانی خود را در لیگ هلند کسب کرده بود، این پیشنهاد را مطرح کرد که با موافقت همراه گردید و از فصل ۰۸–۲۰۰۷ به اجرا درآمد. به این ترتیب هر ده قهرمانی در لیگ هلند برابر با یک ستاره می‌باشد.
در مالت نیز هر ده قهرمانی در لیگ مالت برابر با یک ستارهٔ طلایی خواهد بود. در دانمارک هر پنج قهرمانی در لیگ دانمارک برابر با یک ستارهٔ طلایی خواهد بود.
در لهستان به ازای ده قهرمانی یا بیشتر در لیگ لهستان، یک ستارهٔ طلایی، به ازای پنج تا نه قهرمانی یک ستارهٔ نقره‌ای و به ازای یک تا چهار قهرمانی یک ستارهٔ سفید بر روی پیراهن حک می‌کنند.
در کشورهایی چون جمهوری چک، آلبانی، اتریش، بلژیک، قبرس، فنلاند، مجارستان، رومانی، اسلوونی، صربستان، سوئیس و اوکراین به ازای هر ده قهرمانی در لیگ، یک ستاره بر روی پیراهن حک می‌کنند.
در کشورهایی چون روسیه، بلاروس، ازبکستان، دانمارک، ایسلند و استونی به ازای هر پنج قهرمانی در لیگ، یک ستاره بر روی پیراهن حک می‌کنند.
در کشورهایی چون چین، کره جنوبی و ونزوئلا به ازای هر یک قهرمانی در لیگ، یک ستاره بر روی پیراهن حک می‌کنند.
تعداد محدودی از تیم‌ها مانند بری و نوتس کانتی به دلیل قهرمانی در جام حذفی اقدام به حک کردن ستاره بر روی پیراهن خود کرده‌اند.
در اروپا تنها باشگاه‌های مارسی، سلتیک، استون ویلا و ناتینگهام فارست به دلیل قهرمانی در لیگ قهرمانان اروپا (جام باشگاه‌های اروپا) اقدام به حک کردن ستاره بر روی پیراهن خود کرده‌اند اما این عمل در باشگاه‌های قاره‌های دیگر به خصوص در بین باشگاه‌های آفریقایی برای قهرمانی در لیگ قهرمانان آفریقا بیشتر از اروپا رایج است. ستاره‌ها اغلب به دلیل قهرمانی در لیگ کشوری بر روی پیراهن قرار می‌گیرند اما در همهٔ قاره‌ها برخی از تیم‌ها به دلیل قهرمانی در مسابقات قاره‌ای بر روی پیراهن خود ستاره درج کرده‌اند.

## فهرست باشگاهی
در فهرست زیر، سیستم ستاره‌گذاری بر روی پیراهن باشگاه‌ها در برخی کشورها ذکر شده‌است که بر مبنای تعداد قهرمانی در لیگ داخلی می‌باشد.
| هر ۱۰ قهرمانی در لیگ داخلی | هر ۵ قهرمانی در لیگ داخلی | هر ۱ قهرمانی در لیگ داخلی |
| ایتالیا                    | روسیه                     | کره جنوبی                 |
| هلند                       | ترکیه                     | چین                       |
| سوئد                       | دانمارک                   | کلمبیا                    |
| بلژیک                      | ایسلند                    | ونزوئلا                   |
| پرتغال                     | بلاروس                    | مکزیک                     |
| صربستان                    | ازبکستان                  |                           |
| مجارستان                   | استونی                    |                           |
| رومانی                     |                           |                           |
| نروژ                       |                           |                           |
| بلغارستان                  |                           |                           |
| یونان                      |                           |                           |
| اتریش                      |                           |                           |
| جمهوری چک                  |                           |                           |
| فنلاند                     |                           |                           |
| آلبانی                     |                           |                           |
| اوکراین                    |                           |                           |
| اسلوونی                    |                           |                           |
| سوئیس                      |                           |                           |
| مالت                       |                           |                           |
| قبرس                       |                           |                           |
| تونس                       |                           |                           |
| ایران                      |                           |                           |
| لیبی                       |                           |                           |

## ملی

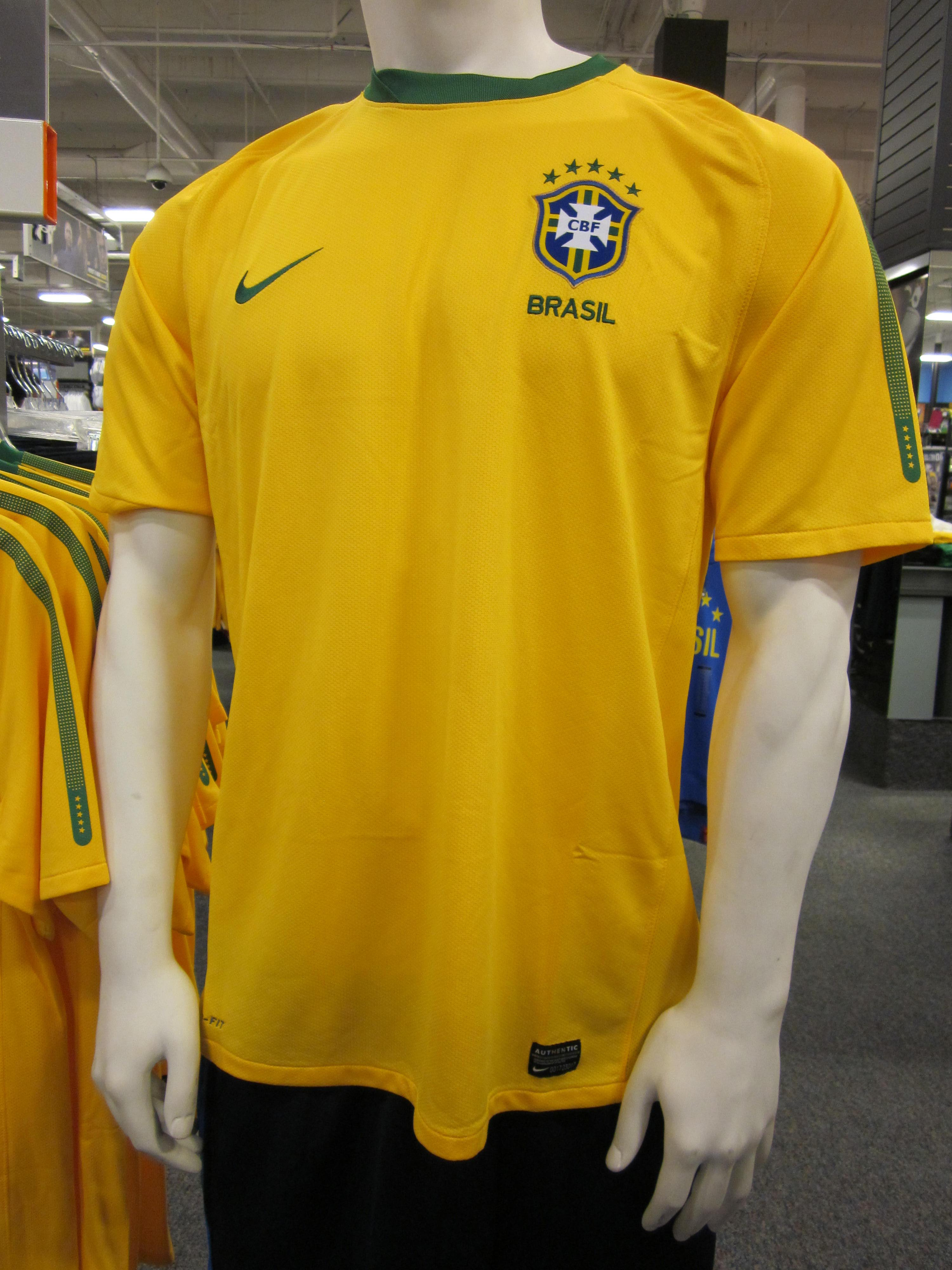
برزیل، اولین تیم ملی که اقدام به حک کردن ستاره کرد. این تیم در حال حاضر دارای پنج ستاره می‌باشد.

تیم ملی برزیل پس از قهرمانی در جام جهانی ۱۹۷۰ که سومین قهرمانی این تیم در مسابقات جام جهانی محسوب می‌شد، سه ستاره بر روی پیراهن خود نشاند. تیم ملی ایتالیا نیز پس از قهرمانی در جام جهانی ۱۹۸۲، سه ستاره به دلیل کسب سه عنوان قهرمانی در جام جهانی بر روی پیراهن خود قرار داد و رفته‌رفته تمام قهرمانان جام جهانی و حتی تیم‌های ملی بانوان از این حرکت پیروی کردند. همچنین برخی از تیم‌های ملی آفریقایی به تعداد قهرمانی‌هایشان در جام ملت‌های آفریقا بر روی پیراهن خود ستاره حک کرده‌اند.
| تیم      | ستاره | سال‌های قهرمانی جام جهانی     |
| -------- | ----- | ---------------------------- |
| برزیل    | ۵     | ۱۹۵۸، ۱۹۶۲، ۱۹۷۰، ۱۹۹۴، ۲۰۰۲ |
| آلمان    | ۴     | ۱۹۵۴، ۱۹۷۴، ۱۹۹۰، ۲۰۱۴       |
| ایتالیا  | ۴     | ۱۹۳۴، ۱۹۳۸، ۱۹۸۲، ۲۰۰۶       |
| اروگوئه  | (۲) ۴ | ۱۹۳۰، ۱۹۵۰                   |
| آرژانتین | ۳     | ۱۹۷۸، ۱۹۸۶، ۲۰۲۲             |
| فرانسه   | ۲     | ۱۹۹۸، ۲۰۱۸                   |
| انگلستان | ۱     | ۱۹۶۶                         |
| اسپانیا  | ۱     | ۲۰۱۰                         |

- اروگوئه دو ستاره برای دو قهرمانی در جام جهانی (۱۹۳۰ و ۱۹۵۰) و دو ستاره برای قهرمانی در فوتبال المپیک (۱۹۲۴ و ۱۹۲۸) حک کرده‌است.

## ستاره‌گذاری در ایران
در فوتبال باشگاهی ایران قانونی در مورد سیستم ستاره‌گذاری روی لوگوی باشگاه‌ها وجود ندارد، تیم استقلال و پاس از سیستم ستاره‌گذاری به ازای هر قهرمانی در مسابقات قاره‌ای استفاده کرده‌اند و تیم پرسپولیس از سیستم ستاره‌گذاری به ازای هر ۱۰ قهرمانی در لیگ برتر استفاده نموده‌است. 
البته تیم پاس پس از تغییر لوگو، در لوگوی جدید خود به ازای هر قهرمانی در ادوار لیگ برتر یک ستاره کوچک نیز بر روی لوگوی خود ثبت کرده است. در گذشته باشگاه فولاد خوزستان پس از اولین قهرمانی خود در لیگ برتر به لوگوی خود یک ستاره اضافه نمود که در فصل بعد، آن ستاره برای همیشه حذف شد.
در مجموع ۳ تیم در فوتبال باشگاهی ایران دارای لوگوی ستاره‌دار می‌باشند: استقلال ۲ ستاره، پرسپولیس ۱ ستاره و پاس ۱ ستاره بزرگ در بالای لوگو و ۵ ستاره کوچک بر روی لوگو.
نکته قابل توجه در ستاره‌گذاری تیم‌ها در ایران این است که در این خصوص هیچ قانونی در آیین‌نامه‌های فدراسیون فوتبال وجود ندارد و تیم‌ها بسته به علاقه خود و هواداران اقدام به ثبت ستاره می‌نمایند. این روند نه از طریق فدراسیون فوتبال و سازمان لیگ که از طریق سازمان ثبت شرکت‌ها و موسسات در قالب تغییرات آرم تجاری صورت گرفته و ستاره اضافه شده به لوگوی تیم در واقع بخشی از لوگوی تغییر یافته و رسمی باشگاه به‌شمار می‌رود و بر این مبنا تیم‌ها موظف‌اند که در صورت تیم‌داری در سایر رشته‌های ورزشی هم از لوگوی ستاره‌دار استفاده کنند.